# Brachtia cochlearis
Brachtia cochlearis är en orkidéart som beskrevs av Herman Royden Sweet. Brachtia cochlearis ingår i släktet Brachtia och familjen orkidéer.
Artens utbredningsområde är Colombia. Inga underarter finns listade i Catalogue of Life.